# Ruka Nordic
Ruka Nordic, do sezonu 2013/2014 Nordic Opening – cykl zawodów obejmujących trzy dyscypliny narciarskie: biegi, skoki oraz kombinację norweską. Rozgrywany jest na początku sezonu, zazwyczaj w ostatni weekend listopada lub na przełomie listopada i grudnia. Pierwsza edycja tego cyklu miała miejsce w dniach 23 – 27 listopada 2001 roku w fińskim Kuopio. Wszystkie kolejne edycje rozgrywane były już na położonym w Ruce stadionie Ruka International Ski Stadium i skoczni Rukatunturi. Zawody Ruka Nordic są częścią Pucharu Świata w narciarstwie klasycznym.
Od 2010 roku (z przerwami w 2014, 2016 i 2018) biegi w ramach Ruka Nordic rozgrywane były w minicyklu Ruka Triple. Obejmował on trzy konkurencje: sprint, bieg dystansowy (10 km dla kobiet i 15 km dla mężczyzn) oraz bieg pościgowy (10 km dla kobiet i 15 km dla mężczyzn). Zwyciężał ten zawodnik, który łącznie uzyskał najlepszy czas.

## Punktacja
Zawody w skokach i kombinacji punktowane są tak jak zwykłe zawody PŚ. Taką samą punktację stosowano również w biegach, do momentu wprowadzenia Ruka Triple.
| miejsce | 1   | 2  | 3  | 4  | 5  | 6  | 7  | 8  | 9  | 10 | 11 | 12 | 13 | 14 | 15 | 16 | 17 | 18 | 19 | 20 | 21 | 22 | 23 | 24 | 25 | 26 | 27 | 28 | 29 | 30 |
| punkty  | 100 | 80 | 60 | 50 | 45 | 40 | 36 | 32 | 29 | 26 | 24 | 22 | 20 | 18 | 16 | 15 | 14 | 13 | 12 | 11 | 10 | 9  | 8  | 7  | 6  | 5  | 4  | 3  | 2  | 1  |

## Wyniki

### Biegi

#### Kobiety
| Lp  | Data              | Dystans                                        | Uwagi | 1. miejsce                                                                                      | 2. miejsce                                                                                       | 3. miejsce                                                                                     |
| --- | ----------------- | ---------------------------------------------- | ----- | ----------------------------------------------------------------------------------------------- | ------------------------------------------------------------------------------------------------ | ---------------------------------------------------------------------------------------------- |
| 1.  | 24 listopada 2001 | 10 km s. klasycznym                            | –     | Bente Skari                                                                                     | Olga Daniłowa                                                                                    | Lina Andersson                                                                                 |
| 2.  | 25 listopada 2001 | 5 km s. dowolnym                               | –     | Kateřina Neumannová                                                                             | Julija Czepałowa                                                                                 | Kristina Šmigun                                                                                |
| 3.  | 27 listopada 2001 | sztafeta 4 × 5 km                              | –     | Rosja I 1. Olga Daniłowa · 2. Natalja Baranowa · 3. Nina Gawriluk · 4. Julija Czepałowa         | Rosja II 1. Alona Sid´ko · 2. Lubow Jegorowa · 3. Jelena Buruchina · 4. Olga Zawjałowa           | Szwecja 1. Lina Andersson · 2. Elin Ek · 3. Anna Dahlberg · 4. Jenny Olsson                    |
| 4.  | 30 listopada 2002 | 10 km s. klasycznym                            | –     | Bente Skari                                                                                     | Kristina Šmigun                                                                                  | Lilija Wasiljewa                                                                               |
| 5.  | 1 grudnia 2002    | sztafeta mieszana 2 × 5 km (K) i 2 × 10 km (M) | –     | Finlandia I 1. Annmari Viljanmaa · 2. Ari Palolahti · 3. Pirjo Manninen · 4. Teemu Kattilakoski | Finlandia II 1. Kirsi Välimaa · 2. Kuisma Taipale · 3. Riitta-Liisa Roponen · 4. Sami Jauhojärvi | Włochy 1. Gabriella Paruzzi · 2. Fulvio Valbusa · 3. Sabina Valbusa · 4. Pietro Piller Cottrer |
| 6.  | 28 listopada 2003 | 10 km s. klasycznym                            | –     | Wałentyna Szewczenko                                                                            | Vibeke Skofterud                                                                                 | Kristina Šmigun                                                                                |
| 7.  | 29 listopada 2003 | 15 km bieg łączony                             | –     | Kristina Šmigun                                                                                 | Olga Zawjałowa                                                                                   | Evi Sachenbacher                                                                               |
| 8.  | 26 listopada 2004 | 10 km s. dowolnym                              | –     | Kateřina Neumannová                                                                             | Kristina Šmigun                                                                                  | Natalja Baranowa-Masałkina                                                                     |
| 9.  | 28 listopada 2004 | 10 km s. klasycznym                            | –     | Kristina Šmigun                                                                                 | Kateřina Neumannová                                                                              | Marit Bjørgen                                                                                  |
| 10. | 26 listopada 2005 | 10 km s. klasycznym                            | –     | Marit Bjørgen                                                                                   | Virpi Kuitunen                                                                                   | Claudia Künzel                                                                                 |
| 11. | 27 listopada 2005 | 10 km s. dowolnym                              | –     | Kateřina Neumannová                                                                             | Julija Czepałowa                                                                                 | Kristina Šmigun                                                                                |
| 12. | 25 listopada 2006 | Sprint s. klasycznym                           | –     | Petra Majdič                                                                                    | Virpi Kuitunen                                                                                   | Marit Bjørgen                                                                                  |
| 13. | 26 listopada 2006 | 10 km s. klasycznym                            | –     | Virpi Kuitunen                                                                                  | Marit Bjørgen                                                                                    | Kristina Šmigun                                                                                |
| 14. | 1 grudnia 2007    | Sprint s. klasycznym                           | –     | Petra Majdič                                                                                    | Astrid Jacobsen                                                                                  | Alena Procházková                                                                              |
| 15. | 2 grudnia 2007    | 10 km s. klasycznym                            | –     | Marit Bjørgen                                                                                   | Astrid Jacobsen                                                                                  | Justyna Kowalczyk                                                                              |
| 16. | 29 listopada 2008 | Sprint s. klasycznym                           | –     | Petra Majdič                                                                                    | Lina Andersson                                                                                   | Justyna Kowalczyk                                                                              |
| 17. | 30 listopada 2008 | 10 km s. klasycznym                            | –     | Aino-Kaisa Saarinen                                                                             | Virpi Kuitunen                                                                                   | Marit Bjørgen                                                                                  |
| 18. | 28 listopada 2009 | Sprint s. klasycznym                           | –     | Justyna Kowalczyk                                                                               | Petra Majdič                                                                                     | Alena Procházková                                                                              |
| 19. | 29 listopada 2009 | 10 km s. klasycznym                            | –     | Aino-Kaisa Saarinen                                                                             | Irina Chazowa                                                                                    | Vibeke Skofterud                                                                               |
| 20. | 26 listopada 2010 | Sprint s. klasycznym                           | RT    | Marit Bjørgen                                                                                   | Petra Majdič                                                                                     | Astrid Jacobsen                                                                                |
| 21. | 27 listopada 2010 | 5 km s. klasycznym                             | RT    | Marit Bjørgen                                                                                   | Justyna Kowalczyk                                                                                | Petra Majdič                                                                                   |
| 22. | 28 listopada 2010 | 10 km s. dowolnym (bieg pościgowy)             | RT    | Therese Johaug                                                                                  | Nicole Fessel                                                                                    | Justyna Kowalczyk                                                                              |
| 23. | 25 listopada 2011 | Sprint s. klasycznym                           | RT    | Marit Bjørgen                                                                                   | Charlotte Kalla                                                                                  | Vibeke Skofterud                                                                               |
| 24. | 26 listopada 2011 | 5 km s. dowolnym                               | RT    | Marit Bjørgen                                                                                   | Charlotte Kalla                                                                                  | Vibeke Skofterud                                                                               |
| 25. | 27 listopada 2011 | 10 km s. klasycznym (bieg pościgowy)           | RT    | Therese Johaug                                                                                  | Marit Bjørgen                                                                                    | Vibeke Skofterud                                                                               |
| 26. | 30 listopada 2012 | Sprint s. klasycznym                           | RT    | Marit Bjørgen                                                                                   | Jewgienija Szapowałowa                                                                           | Anastasija Docenko                                                                             |
| 27. | 1 grudnia 2012    | 5 km s. dowolnym                               | RT    | Marit Bjørgen                                                                                   | Kikkan Randall                                                                                   | Julija Czekalowa                                                                               |
| 28. | 2 grudnia 2012    | 10 km s. klasycznym (bieg pościgowy)           | RT    | Marit Bjørgen                                                                                   | Therese Johaug                                                                                   | Heidi Weng                                                                                     |
| 29. | 29 listopada 2013 | Sprint s. klasycznym                           | RT    | Justyna Kowalczyk                                                                               | Kikkan Randall                                                                                   | Denise Herrmann                                                                                |
| 30. | 30 listopada 2013 | 5 km s. klasycznym                             | RT    | Justyna Kowalczyk                                                                               | Marit Bjørgen                                                                                    | Therese Johaug                                                                                 |
| 31. | 1 grudnia 2013    | 10 km s. dowolnym (bieg pościgowy)             | RT    | Charlotte Kalla                                                                                 | Therese Johaug                                                                                   | Marit Bjørgen                                                                                  |
| 32. | 29 listopada 2014 | Sprint s. klasycznym                           | –     | Marit Bjørgen                                                                                   | Katja Višnar                                                                                     | Maiken Caspersen Falla                                                                         |
| 33. | 30 listopada 2014 | 10 km s. klasycznym                            | –     | Therese Johaug                                                                                  | Marit Bjørgen                                                                                    | Charlotte Kalla                                                                                |
| 34. | 27 listopada 2015 | Sprint s. klasycznym                           | RT    | Maiken Caspersen Falla                                                                          | Stina Nilsson                                                                                    | Ragnhild Haga                                                                                  |
| 35. | 28 listopada 2015 | 5 km s. dowolnym                               | RT    | Therese Johaug                                                                                  | Charlotte Kalla                                                                                  | Ida Ingemarsdotter                                                                             |
| 36. | 29 listopada 2015 | 10 km s. klasycznym (bieg pościgowy)           | RT    | Therese Johaug                                                                                  | Stina Nilsson                                                                                    | Kerttu Niskanen                                                                                |
| 37. | 26 listopada 2016 | Sprint s. klasycznym                           | –     | Stina Nilsson                                                                                   | Maiken Caspersen Falla                                                                           | Heidi Weng                                                                                     |
| 38. | 27 listopada 2016 | 10 km s. klasycznym                            | –     | Marit Bjørgen                                                                                   | Krista Pärmäkoski                                                                                | Heidi Weng                                                                                     |
| 39. | 24 listopada 2017 | Sprint s. klasycznym                           | RT    | Stina Nilsson                                                                                   | Sadie Maubet Bjornsen                                                                            | Julija Biełorukowa                                                                             |
| 40. | 25 listopada 2017 | 10 km s. klasycznym                            | RT    | Marit Bjørgen                                                                                   | Charlotte Kalla                                                                                  | Ingvild Flugstad Østberg                                                                       |
| 41. | 26 listopada 2017 | 10 km s. dowolnym (bieg pościgowy)             | RT    | Ragnhild Haga                                                                                   | Heidi Weng                                                                                       | Charlotte Kalla                                                                                |
| 42. | 24 listopada 2018 | Sprint s. klasycznym                           | –     | Julija Biełorukowa                                                                              | Maja Dahlqvist                                                                                   | Ida Ingemarsdotter                                                                             |
| 43. | 25 listopada 2018 | 10 km s. klasycznym                            | –     | Therese Johaug                                                                                  | Charlotte Kalla                                                                                  | Ebba Andersson                                                                                 |
| 44. | 29 listopada 2019 | Sprint s. klasycznym                           | RT    | Maiken Caspersen Falla                                                                          | Jonna Sundling                                                                                   | Sadie Maubet Bjornsen                                                                          |
| 45. | 30 listopada 2019 | 10 km s. klasycznym                            | RT    | Therese Johaug                                                                                  | Krista Pärmäkoski                                                                                | Natalja Niepriajewa                                                                            |
| 46. | 1 grudnia 2019    | 10 km s. dowolnym (bieg pościgowy)             | RT    | Therese Johaug                                                                                  | Heidi Weng                                                                                       | Jessica Diggins                                                                                |
| 47. | 27 listopada 2020 | Sprint s. klasycznym                           | RT    | Linn Svahn                                                                                      | Maja Dahlqvist                                                                                   | Jonna Sundling                                                                                 |
| 48. | 28 listopada 2020 | 10 km s. klasycznym                            | RT    | Therese Johaug                                                                                  | Frida Karlsson                                                                                   | Ebba Andersson                                                                                 |
| 49. | 29 listopada 2020 | 10 km s. dowolnym (bieg pościgowy)             | RT    | Therese Johaug                                                                                  | Helene Marie Fossesholm                                                                          | Rosie Brennan                                                                                  |

#### Mężczyźni
| Lp  | Data              | Miejsce     | Uwagi | 1. miejsce                                                                                      | 2. miejsce                                                                                       | 3. miejsce                                                                                     |
| --- | ----------------- | ----------- | ----- | ----------------------------------------------------------------------------------------------- | ------------------------------------------------------------------------------------------------ | ---------------------------------------------------------------------------------------------- |
| 1.  | 24 listopada 2001 | Kuopio      | –     | Anders Aukland                                                                                  | Erling Jevne                                                                                     | Frode Estil                                                                                    |
| 2.  | 25 listopada 2001 | Kuopio      | –     | Per Elofsson                                                                                    | Ole Einar Bjørndalen                                                                             | Thomas Alsgaard                                                                                |
| 3.  | 27 listopada 2001 | Kuopio      | –     | Norwegia 1. Odd-Bjørn Hjelmeset · 2. Erling Jevne · 3. Håvard Bjerkeli · 4. Tor Arne Hetland    | Szwecja 1. Urban Lindgren · 2. Mathias Fredriksson · 3. Per Elofsson · 4. Jörgen Brink           | Rosja I 1. Wasilij Roczew · 2. Michaił Iwanow · 3. Nikołaj Bolszakow · 4. Władimir Wilisow     |
| 4.  | 30 listopada 2002 | Ruka        | –     | Wasilij Roczew                                                                                  | Lukáš Bauer                                                                                      | Axel Teichmann                                                                                 |
| 5.  | 1 grudnia 2002    | Ruka        | –     | Finlandia I 1. Annmari Viljanmaa · 2. Ari Palolahti · 3. Pirjo Manninen · 4. Teemu Kattilakoski | Finlandia II 1. Kirsi Välimaa · 2. Kuisma Taipale · 3. Riitta-Liisa Roponen · 4. Sami Jauhojärvi | Włochy 1. Gabriella Paruzzi · 2. Fulvio Valbusa · 3. Sabina Valbusa · 4. Pietro Piller Cottrer |
| 6.  | 28 listopada 2003 | Ruka        | –     | Anders Aukland                                                                                  | Jens Arne Svartedal                                                                              | Anders Södergren                                                                               |
| 7.  | 29 listopada 2003 | Ruka        | –     | Axel Teichmann                                                                                  | Anders Södergren                                                                                 | René Sommerfeldt                                                                               |
| 8.  | 27 listopada 2004 | Ruka        | –     | Vincent Vittoz                                                                                  | Axel Teichmann                                                                                   | Giorgio Di Centa                                                                               |
| 9.  | 28 listopada 2004 | Ruka        | –     | Axel Teichmann                                                                                  | Wasilij Roczew                                                                                   | René Sommerfeldt                                                                               |
| 10. | 26 listopada 2005 | Ruka        | –     | Tobias Angerer                                                                                  | Jens Arne Svartedal                                                                              | Jens Filbrich                                                                                  |
| 11. | 27 listopada 2005 | Ruka        | –     | Tore Ruud Hofstad                                                                               | Vincent Vittoz                                                                                   | Tobias Angerer                                                                                 |
| 12. | 25 listopada 2006 | Ruka        | –     | Jens Arne Svartedal                                                                             | Odd-Bjørn Hjelmeset                                                                              | Tor Arne Hetland                                                                               |
| 13. | 26 listopada 2006 | Rukatunturi | –     | Eldar Rønning                                                                                   | Vincent Vittoz                                                                                   | Anders Södergren                                                                               |
| 14. | 1 grudnia 2007    | Ruka        | –     | Johan Kjølstad                                                                                  | Emil Jönsson                                                                                     | Mats Larsson                                                                                   |
| 15. | 2 grudnia 2007    | Ruka        | –     | Lukáš Bauer                                                                                     | Eldar Rønning                                                                                    | Axel Teichmann                                                                                 |
| 16. | 29 listopada 2008 | Ruka        | –     | Ola Vigen Hattestad                                                                             | Tor Arne Hetland                                                                                 | John Kristian Dahl                                                                             |
| 17. | 30 listopada 2008 | Ruka        | –     | Martin Johnsrud Sundby                                                                          | Lukáš Bauer                                                                                      | Sami Jauhojärvi                                                                                |
| 18. | 28 listopada 2009 | Ruka        | –     | Ola Vigen Hattestad                                                                             | Øystein Pettersen                                                                                | Nikita Kriukow                                                                                 |
| 19. | 29 listopada 2009 | Ruka        | –     | Petter Northug                                                                                  | Maksim Wylegżanin                                                                                | Aleksandr Legkow                                                                               |
| 20. | 29 listopada 2014 | Ruka        | –     | Eirik Brandsdal                                                                                 | Petter Northug                                                                                   | Sondre Turvoll Fossli                                                                          |
| 21. | 30 listopada 2014 | Ruka        | –     | Iivo Niskanen                                                                                   | Martin Johnsrud Sundby                                                                           | Sami Jauhojärvi                                                                                |
| 22. | 26 listopada 2016 | Ruka        | –     | Pål Golberg                                                                                     | Calle Halfvarsson                                                                                | Johannes Høsflot Klæbo                                                                         |
| 23. | 27 listopada 2016 | Ruka        | –     | Iivo Niskanen                                                                                   | Emil Iversen                                                                                     | Martin Johnsrud Sundby                                                                         |
| 24. | 24 listopada 2018 | Ruka        | –     | Aleksandr Bolszunow                                                                             | Johannes Høsflot Klæbo                                                                           | Eirik Brandsdal                                                                                |
| 25. | 25 listopada 2018 | Ruka        | –     | Aleksandr Bolszunow                                                                             | Emil Iversen                                                                                     | Calle Halfvarsson                                                                              |

### Skoki
| Lp  | Data              | Skocznia    | 1. miejsce                                                                                        | 2. miejsce                                                                                     | 3. miejsce                                                                                 |
| --- | ----------------- | ----------- | ------------------------------------------------------------------------------------------------- | ---------------------------------------------------------------------------------------------- | ------------------------------------------------------------------------------------------ |
| 1.  | 23 listopada 2001 | Puijo       | Adam Małysz                                                                                       | Martin Schmitt                                                                                 | Kazuyoshi Funaki                                                                           |
| 2.  | 24 listopada 2001 | Puijo       | Risto Jussilainen                                                                                 | Adam Małysz                                                                                    | Martin Höllwarth                                                                           |
| 3.  | 29 listopada 2002 | Rukatunturi | Primož Peterka                                                                                    | Adam Małysz                                                                                    | Janne Ahonen                                                                               |
| 4.  | 30 listopada 2002 | Rukatunturi | Andreas Widhölzl                                                                                  | Janne Ahonen                                                                                   | Primož Peterka                                                                             |
| 5.  | 28 listopada 2003 | Rukatunturi | Matti Hautamäki                                                                                   | Adam Małysz                                                                                    | Veli-Matti Lindström                                                                       |
| 6.  | 30 listopada 2003 | Rukatunturi | Sigurd Pettersen                                                                                  | Adam Małysz                                                                                    | Veli-Matti Lindström                                                                       |
| 7.  | 27 listopada 2004 | Rukatunturi | Janne Ahonen                                                                                      | Alexander Herr                                                                                 | Martin Höllwarth                                                                           |
| 8.  | 28 listopada 2004 | Rukatunturi | Janne Ahonen                                                                                      | Thomas Morgenstern                                                                             | Jakub Janda                                                                                |
| 9.  | 26 listopada 2005 | Rukatunturi | Jakub Janda                                                                                       | Janne Ahonen                                                                                   | Robert Kranjec                                                                             |
| 10. | 26 listopada 2005 | Rukatunturi | Robert Kranjec                                                                                    | Janne Ahonen                                                                                   | Michael Uhrmann                                                                            |
| 11. | 24 listopada 2006 | Rukatunturi | Arttu Lappi                                                                                       | Simon Ammann                                                                                   | Anders Jacobsen                                                                            |
| 12. | 25 listopada 2006 | Rukatunturi | odwołany                                                                                          | odwołany                                                                                       | odwołany                                                                                   |
| 12. | 30 listopada 2007 | Rukatunturi | Norwegia 1. Bjørn Einar Romøren · 2. Tom Hilde · 3. Anders Bardal · 4. Roar Ljøkelsøy             | Austria 1. Wolfgang Loitzl · 2. Martin Koch · 3. Gregor Schlierenzauer · 4. Thomas Morgenstern | Finlandia 1. Matti Hautamäki · 2. Harri Olli · 3. Arttu Lappi · 4. Janne Ahonen            |
| 13. | 1 grudnia 2007    | Rukatunturi | Thomas Morgenstern                                                                                | Bjørn Einar Romøren                                                                            | Tom Hilde                                                                                  |
| 14. | 29 listopada 2008 | Rukatunturi | Simon Ammann                                                                                      | Wolfgang Loitzl                                                                                | Gregor Schlierenzauer                                                                      |
| 15. | 29 listopada 2008 | Rukatunturi | Finlandia 1. Ville Larinto · 2. Kalle Keituri · 3. Harri Olli · 4. Matti Hautamäki                | Austria 1. Wolfgang Loitzl · 2. Martin Koch · 3. Gregor Schlierenzauer · 4. Thomas Morgenstern | Niemcy 1. Felix Schoft · 2. Michael Uhrmann · 3. Martin Schmitt · 4. Michael Neumayer      |
| 16. | 27 listopada 2009 | Rukatunturi | Austria 1. Wolfgang Loitzl · 2. Andreas Kofler · 3. Gregor Schlierenzauer · 4. Thomas Morgenstern | Niemcy 1. Michael Uhrmann · 2. Michael Neumayer · 3. Pascal Bodmer · 4. Martin Schmitt         | Finlandia 1. Matti Hautamäki · 2. Kalle Keituri · 3. Harri Olli · 4. Janne Ahonen          |
| 17. | 28 listopada 2009 | Rukatunturi | Bjørn Einar Romøren                                                                               | Pascal Bodmer                                                                                  | Wolfgang Loitzl                                                                            |
| 18. | 27 listopada 2010 | Rukatunturi | Austria 1. Thomas Morgenstern · 2. Wolfgang Loitzl · 3. Andreas Kofler · 4. Gregor Schlierenzauer | Norwegia 1. Bjørn Einar Romøren · 2. Anders Bardal · 3. Anders Jacobsen · 4. Tom Hilde         | Japonia 1. Shōhei Tochimoto · 2. Noriaki Kasai · 3. Taku Takeuchi · 4. Daiki Itō           |
| 19. | 28 listopada 2010 | Rukatunturi | Andreas Kofler                                                                                    | Thomas Morgenstern                                                                             | Simon Ammann                                                                               |
| 20. | 27 listopada 2011 | Rukatunturi | Austria 1. Wolfgang Loitzl · 2. Andreas Kofler · 3. Gregor Schlierenzauer · 4. Thomas Morgenstern | Japonia 1. Junshirō Kobayashi · 2. Shōhei Tochimoto · 3. Taku Takeuchi · 4. Daiki Itō          | Rosja 1. Dmitrij Wasiljew · 2. Anton Kaliniczenko · 3. Roman Trofimow · 4. Dienis Korniłow |
| 21. | 27 listopada 2011 | Rukatunturi | Andreas Kofler                                                                                    | Gregor Schlierenzauer                                                                          | Thomas Morgenstern                                                                         |
| 22. | 30 listopada 2012 | Rukatunturi | Niemcy 1. Andreas Wellinger 2. Michael Neumayer 3. Richard Freitag 4. Severin Freund              | Austria 1. Wolfgang Loitzl 2. Manuel Fettner 3. Gregor Schlierenzauer 4. Thomas Morgenstern    | Słowenia 1. Robert Kranjec 2. Jurij Tepeš 3. Jaka Hvala 4. Peter Prevc                     |
| 23. | 1 grudnia 2012    | Rukatunturi | Severin Freund                                                                                    | Dmitrij Wasiljew                                                                               | Simon Ammann                                                                               |
| 24. | 29 listopada 2013 | Rukatunturi | Gregor Schlierenzauer                                                                             | Marinus Kraus                                                                                  | Thomas Morgenstern                                                                         |
| 25. | 30 listopada 2013 | Rukatunturi | odwołany                                                                                          | odwołany                                                                                       | odwołany                                                                                   |
| 25. | 28 listopada 2014 | Rukatunturi | Simon Ammann                                                                                      | Daiki Itō                                                                                      | Noriaki Kasai                                                                              |
| 26. | 29 listopada 2014 | Rukatunturi | Simon Ammann Noriaki Kasai                                                                        | –                                                                                              | Severin Freund                                                                             |
| 27. | 27 listopada 2015 | Rukatunturi | odwołany                                                                                          | odwołany                                                                                       | odwołany                                                                                   |
| 28. | 28 listopada 2015 | Rukatunturi | odwołany                                                                                          | odwołany                                                                                       | odwołany                                                                                   |
| 27. | 25 listopada 2016 | Rukatunturi | Domen Prevc                                                                                       | Severin Freund                                                                                 | Peter Prevc                                                                                |
| 28. | 26 listopada 2016 | Rukatunturi | Severin Freund                                                                                    | Daniel-André Tande                                                                             | Manuel Fettner                                                                             |
| 29. | 25 listopada 2017 | Rukatunturi | Norwegia 1. Robert Johansson 2. Anders Fannemel 3. Daniel-André Tande 4. Johann André Forfang     | Niemcy 1. Markus Eisenbichler 2. Pius Paschke 3. Andreas Wellinger 4. Richard Freitag          | Japonia 1. Taku Takeuchi 2. Ryōyū Kobayashi 3. Noriaki Kasai 4. Junshirō Kobayashi         |
| 30. | 26 listopada 2017 | Rukatunturi | Jernej Damjan                                                                                     | Johann André Forfang                                                                           | Andreas Wellinger                                                                          |
| 31. | 24 listopada 2018 | Rukatunturi | Ryōyū Kobayashi                                                                                   | Kamil Stoch                                                                                    | Piotr Żyła                                                                                 |
| 32. | 25 listopada 2018 | Rukatunturi | Ryōyū Kobayashi                                                                                   | Andreas Wellinger                                                                              | Kamil Stoch                                                                                |
| 33. | 30 listopada 2019 | Rukatunturi | Daniel-André Tande                                                                                | Philipp Aschenwald                                                                             | Anže Lanišek                                                                               |
| 34. | 1 grudnia 2019    | Rukatunturi | odwołany                                                                                          | odwołany                                                                                       | odwołany                                                                                   |
| 34. | 28 listopada 2020 | Rukatunturi | Markus Eisenbichler                                                                               | Piotr Żyła                                                                                     | Dawid Kubacki                                                                              |
| 35. | 29 listopada 2020 | Rukatunturi | Halvor Egner Granerud                                                                             | Markus Eisenbichler                                                                            | Dawid Kubacki                                                                              |

### Kombinacja
| Lp  | Data              | Skocznia    | 1. miejsce                                                                | 2. miejsce                                                              | 3. miejsce                                                                 |
| --- | ----------------- | ----------- | ------------------------------------------------------------------------- | ----------------------------------------------------------------------- | -------------------------------------------------------------------------- |
| 1.  | 23 listopada 2001 | Puijo       | Ronny Ackermann                                                           | Björn Kircheisen                                                        | Kristian Hammer                                                            |
| 2.  | 25 listopada 2001 | Puijo       | Ronny Ackermann                                                           | Hannu Manninen                                                          | Kristian Hammer                                                            |
| 3.  | 29 listopada 2002 | Rukatunturi | Hannu Manninen                                                            | Ronny Ackermann                                                         | Björn Kircheisen                                                           |
| 4.  | 1 grudnia 2002    | Rukatunturi | odwołany                                                                  | odwołany                                                                | odwołany                                                                   |
| 4.  | 29 listopada 2003 | Rukatunturi | Ronny Ackermann                                                           | Hannu Manninen                                                          | Samppa Lajunen                                                             |
| 5.  | 30 listopada 2003 | Rukatunturi | Ronny Ackermann                                                           | Sebastian Haseney                                                       | Hannu Manninen                                                             |
| 6.  | 27 listopada 2004 | Rukatunturi | Ronny Ackermann                                                           | Hannu Manninen                                                          | Todd Lodwick                                                               |
| 7.  | 28 listopada 2004 | Rukatunturi | Hannu Manninen                                                            | Todd Lodwick                                                            | Ronny Ackermann                                                            |
| 8.  | 25 listopada 2005 | Rukatunturi | Hannu Manninen                                                            | Anssi Koivuranta                                                        | Petter Tande                                                               |
| 9.  | 27 listopada 2005 | Rukatunturi | Mario Stecher                                                             | Petter Tande                                                            | Georg Hettich                                                              |
| 10. | 25 listopada 2006 | Rukatunturi | Jason Lamy Chappuis                                                       | Hannu Manninen                                                          | Sebastian Haseney                                                          |
| 11. | 26 listopada 2006 | Rukatunturi | odwołany                                                                  | odwołany                                                                | odwołany                                                                   |
| 11. | 30 listopada 2007 | Rukatunturi | Ronny Ackermann                                                           | Johnny Spillane                                                         | Christoph Bieler                                                           |
| 12. | 1 grudnia 2007    | Rukatunturi | Björn Kircheisen                                                          | Hannu Manninen                                                          | Bill Demong                                                                |
| 13. | 29 listopada 2008 | Rukatunturi | Ronny Ackermann                                                           | Janne Ryynänen                                                          | Anssi Koivuranta                                                           |
| 14. | 30 listopada 2008 | Rukatunturi | Anssi Koivuranta                                                          | Janne Ryynänen                                                          | Daito Takahashi                                                            |
| 15. | 28 listopada 2009 | Rukatunturi | Jason Lamy Chappuis                                                       | Hannu Manninen                                                          | Eric Frenzel                                                               |
| 16. | 29 listopada 2009 | Rukatunturi | Hannu Manninen                                                            | Tino Edelmann                                                           | Eric Frenzel                                                               |
| 17. | 26 listopada 2010 | Rukatunturi | Jason Lamy Chappuis                                                       | Eric Frenzel                                                            | Mario Stecher                                                              |
| 18. | 27 listopada 2010 | Rukatunturi | Felix Gottwald                                                            | Mikko Kokslien                                                          | Jason Lamy Chappuis                                                        |
| 19. | 25 listopada 2011 | Rukatunturi | Magnus Krog                                                               | Akito Watabe                                                            | Tino Edelmann                                                              |
| 20. | 26 listopada 2011 | Rukatunturi | Tino Edelmann                                                             | Janne Ryynänen                                                          | Akito Watabe                                                               |
| 21. | 30 listopada 2012 | Rukatunturi | Magnus Moan                                                               | Jason Lamy Chappuis                                                     | Bernhard Gruber                                                            |
| 22. | 1 grudnia 2012    | Rukatunturi | Magnus Moan                                                               | Håvard Klemetsen                                                        | Eric Frenzel                                                               |
| 23. | 30 listopada 2013 | Rukatunturi | Eric Frenzel                                                              | Jørgen Graabak                                                          | Magnus Krog                                                                |
| 24. | 1 grudnia 2013    | Rukatunturi | Norwegia Magnus Krog · Jørgen Graabak · Mikko Kokslien · Håvard Klemetsen | Niemcy Manuel Faißt · Björn Kircheisen · Johannes Rydzek · Eric Frenzel | Japonia Taihei Katō · Yoshito Watabe · Hideaki Nagai · Akito Watabe        |
| 25. | 29 listopada 2014 | Rukatunturi | Johannes Rydzek                                                           | Bernhard Gruber                                                         | Miroslav Dvořák                                                            |
| 26. | 30 listopada 2014 | Rukatunturi | Norwegia Håvard Klemetsen · Jørgen Graabak                                | Niemcy Björn Kircheisen · Eric Frenzel                                  | Francja Jason Lamy Chappuis · François Braud                               |
| 27. | 28 listopada 2015 | Rukatunturi | odwołany                                                                  | odwołany                                                                | odwołany                                                                   |
| 28. | 29 listopada 2015 | Rukatunturi | odwołany                                                                  | odwołany                                                                | odwołany                                                                   |
| 27. | 26 listopada 2016 | Rukatunturi | Johannes Rydzek                                                           | Eric Frenzel                                                            | Jørgen Graabak                                                             |
| 28. | 27 listopada 2016 | Rukatunturi | Johannes Rydzek                                                           | Wilhelm Denifl                                                          | Akito Watabe                                                               |
| 29. | 24 listopada 2017 | Rukatunturi | Espen Andersen                                                            | Jan Schmid                                                              | Akito Watabe                                                               |
| 30. | 25 listopada 2017 | Rukatunturi | Akito Watabe                                                              | Eero Hirvonen                                                           | Johannes Rydzek                                                            |
| 31. | 26 listopada 2017 | Rukatunturi | Johannes Rydzek                                                           | Eric Frenzel                                                            | Eero Hirvonen                                                              |
| 32. | 24 listopada 2018 | Rukatunturi | Mario Seidl                                                               | Jarl Magnus Riiber                                                      | Johannes Rydzek                                                            |
| 33. | 25 listopada 2018 | Rukatunturi | Niemcy Eric Frenzel · Fabian Rießle · Johannes Rydzek · Vinzenz Geiger    | Japonia Gō Yamamoto · Yoshito Watabe · Hideaki Nagai · Akito Watabe     | Norwegia Magnus H. Moan · Jan Schmid · Jarl Magnus Riiber · Jørgen Graabak |
| 34. | 29 listopada 2019 | Rukatunturi | Jarl Magnus Riiber                                                        | Espen Bjørnstad                                                         | Jens Lurås Oftebro                                                         |
| 35. | 30 listopada 2019 | Rukatunturi | Jarl Magnus Riiber                                                        | Vinzenz Geiger                                                          | Jens Lurås Oftebro                                                         |
| 36. | 1 grudnia 2019    | Rukatunturi | Jarl Magnus Riiber                                                        | Jørgen Graabak                                                          | Jens Lurås Oftebro                                                         |
| 37. | 27 listopada 2020 | Rukatunturi | Jarl Magnus Riiber                                                        | Johannes Lamparter                                                      | Jens Lurås Oftebro                                                         |
| 38. | 28 listopada 2020 | Rukatunturi | Jarl Magnus Riiber                                                        | Eric Frenzel                                                            | Akito Watabe                                                               |
| 39. | 29 listopada 2020 | Rukatunturi | Jens Lurås Oftebro                                                        | Fabian Rießle                                                           | Manuel Faißt                                                               |